# Batres
Batres är en kommun i Spanien. Den ligger i den autonoma regionen Madrid, i den centrala delen av landet, 29 km sydväst om huvudstaden Madrid. Antalet invånare är 1 943 (2024).